# Carlos Andrés Sánchez
Carlos Andrés Sánchez Arcosa (Montevideo, 2 de diciembre de 1984) es un futbolista uruguayo con nacionalidad argentina. Juega como mediocampista en Rentistas de la Segunda División Profesional.
Campeón de la Copa Libertadores 2015 con el C. A. River Plate de Argentina, es el hermano (ambos nacidos de la misma madre) del futbolista Nicolás de la Cruz. Fue elegido «mejor futbolista de Sudamérica» por el diario El País y estuvo nominado al Balón de Oro en 2015.
Fue internacional absoluto con la Selección de fútbol de Uruguay de 2014 a 2018, jugando dos ediciones de la Copa América (2015 y 2016) y la Copa Mundial de la FIFA 2018.

## Trayectoria en clubes

### Liverpool
Su primer club fue Liverpool Fútbol Club de Montevideo, en el que jugó hasta el año 2009. Tras una buena campaña en Liverpool, fue pretendido por Peñarol. Sin embargo, tras un amistoso entre Liverpool y Godoy Cruz en el que Sánchez tuvo una muy buena actuación, finalmente fue fichado por los mendocinos.

### Godoy Cruz
En el Tomba, se convirtió en uno de los pilares del mediocampo, jugando muchas veces de defensor y hasta haciéndolo de delantero. Tuvo muy buenas actuaciones individuales en el equipo tombino, marcando 7 goles, incluyendo el último en la victoria de Godoy Cruz por 4 a 1 ante Boca Juniors en La Bombonera, durante la primera fecha del Torneo Clausura 2011. Además, contribuyó a la primera participación del club en la Copa Libertadores, marcando el 1-0 frente a Liga de Quito en la segunda fase del torneo (el partido terminaría 2-1 a favor del conjunto argentino).

### River Plate (2011-2013)

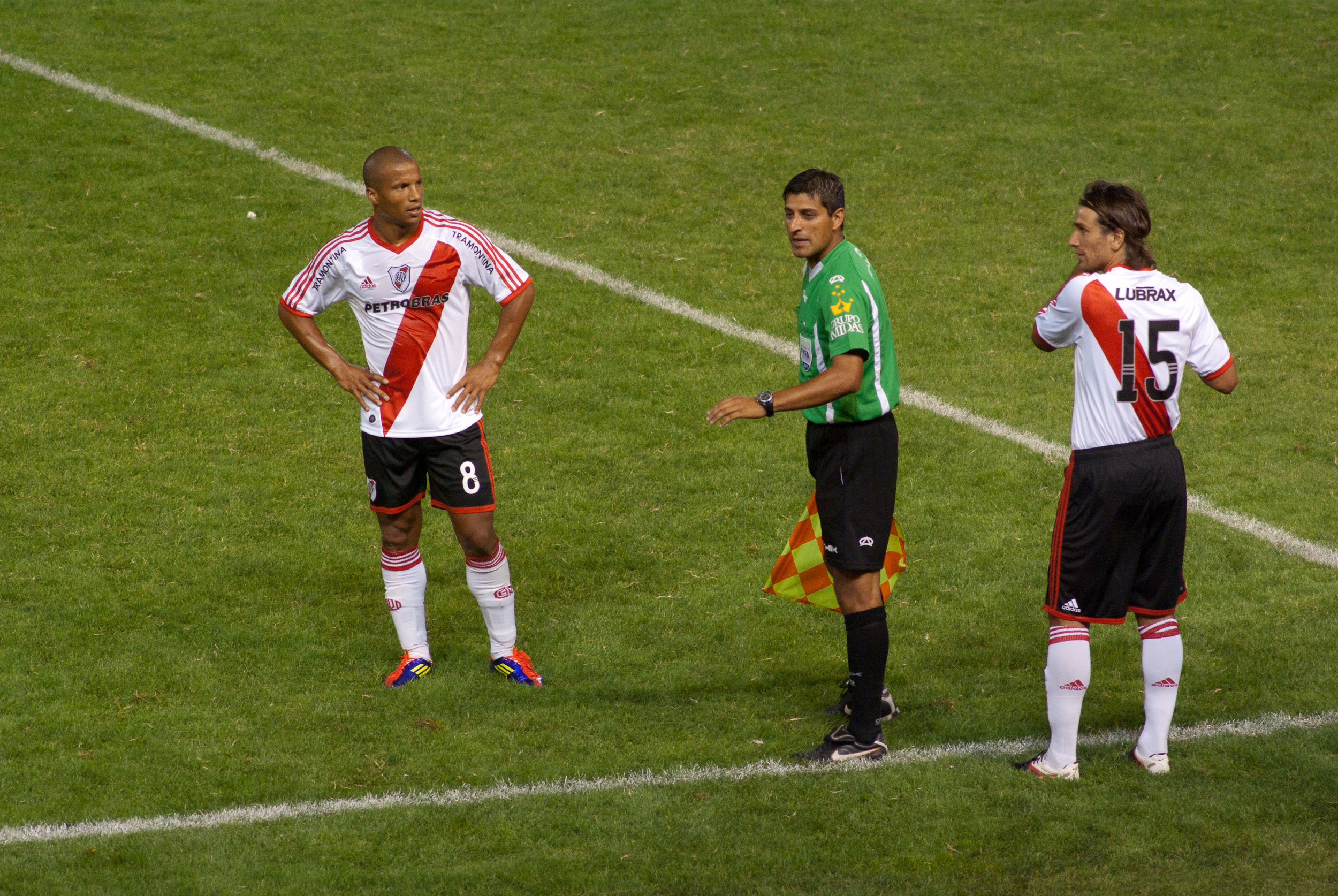
Carlos Sánchez junto a Leonardo Ponzio.

El 23 de julio de 2011 Sánchez estampó su firma con el club argentino River Plate por tres años, en 1.500.000 de dólares por el 50% del pase (River adquirirá el 50% restante a fines del 2011 por el mismo valor en el que adquirió la primera mitad), junto a su compañero de equipo Martín Aguirre, para jugar en la Primera B Nacional. Convirtió su primer tanto para los Millonarios en la victoria ante Independiente Rivadavia y su segundo tanto llegó en el partido contra Desamparados de San Juan en la tercera fecha del torneo. Volvió a marcar en la victoria sobre Patronato por 1-0. Su cuarto gol fue frente a Atlético Tucumán en la victoria de su equipo 4-2. El quinto en el club y primero en Primera División fue frente a Tigre en la victoria de River Plate por 3-2. Volvería a marcar frente a su exequipo Godoy Cruz pero esta vez con un doblete suyo en la goleada por 5-0. Marcaría su cuarto gol en el torneo ante Independiente en lo que sería empate 2-2. Gracias a un gran levante en su rendimiento en el Torneo Inicial fue nominado al Equipo Ideal de América de 2012, que elige el diario El País de Uruguay, junto con su compañero Leonardo Ponzio. Coronaria su buen torneo marcando un gol en la última fecha en la victoria de River 2-0 sobre San Martín (SJ). Una rueda después le volvería a marcar a San Martín (SJ) en otra victoria de su equipo pero esta vez por 3-1. Luego se iría de préstamo a Puebla FC.

### Puebla
El 7 de agosto se concreta su llegada al Puebla. Aquí jugó 27 partidos en los que marcó 7 tantos.

### River Plate (2014-2015)

#### 2014
Luego de finalizar su préstamo regresa a River Plate. Hizo su re-debut frente a Gimnasia y Esgrima La Plata, por la primera fecha del Torneo Transición 2014, en lo que sería un empate por 1-1. Dos fechas después marcó su primer gol en su vuelta, frente a Godoy Cruz, en la victoria de su equipo por 4-0. A la siguiente fecha volvió a marcar, pero esta vez con un doblete, en lo que sería triunfo de su equipo 3-0 frente a Defensa y Justicia. En la ante última fecha hizo un gol frente a Banfield en la victoria en el monumental por 3 a 2. En la última fecha, marcó el gol de la victoria en el partido jugado de visitante frente a Quilmes.
Luego el 10 de diciembre se coronaría campeón invicto de la Copa Sudamericana 2014 de dicho año con el club con un 1-1 en la ida y luego definiéndolo por 2-0 como local.

#### 2015
Sánchez ganará la Recopa Sudamericana 2015 con River Plate frente a  San Lorenzo de Almagro haciendo un gol en cada partido (ida y vuelta). Por ganar la Copa Sudamericana 2014, Sánchez y River Plate llegarían al Japón para disputar la Copa Suruga Bank 2015 con el campeón nacional japonés del 2014. Sánchez convierte en primer gol y River Plate lo gana, fácilmente, 3-0.
El mismo año competiría para la Copa Libertadores 2015. River Plate salió campeón de América con Carlos Sánchez de titular otra vez ganando la Copa Libertadores por tercera vez en su historia. Por eso, Sánchez viajaría, una vez más, al Japón en diciembre de 2015 para competir en la Copa Mundial de Clubes de la FIFA 2015. Al final de esta competencia internacional, River Plate es subcampeón perdiendo con el Fútbol Club Barcelona de Lionel Messi. Carlos Sánchez fue un jugador esencial para las copas internaciones para el equipo riverplatense. En este año, Carlos Sánchez es elegido como el mejor futbolista de Sudamérica en la CONMEBOL.
A fines de 2015 es elegido para apadrinar la filial del club atlético River Plate en la ciudad de Vedia (Buenos Aires), la cual lleva su nombre y fue oficializada por el club el 4 de febrero de 2016. Formando parte de un grupo de jugadores que tienen el orgullo de tener una filial con su nombre.[cita requerida]

### Monterrey

#### 2016
A mitades de noviembre de 2015 se anunció que Carlos Sánchez se incorporaría al Club de Fútbol  Monterrey de cara al torneo Clausura 2016 de la Primera División de México, cobrando un sueldo de 3 millones de dólares por temporada.
En el partido correspondiente a la fecha 2 ante el Puebla Fútbol Club marcaría un doblete. Su festejo fue considerado como una falta de respeto por los aficionados poblanos.
En la fecha 13 de este mismo torneo le marcan penal y lo anota de "campanita". Rayados gana ese encuentro 6-0 ante Jaguares de Chiapas. En la jornada 15 ante Querétaro marca el primer tanto del partido en la victoria 3-2, y lo incluyen en el 11 ideal de la jornada.
Junto con Dorlan Pabón, Edwin Cardona y Rogelio Funes Mori formó una ofensiva poderosa que llevó al cuadro regiomontano al superliderato del torneo y a la final por el campeonato.
Carlos no pudo jugar la final por el título debido un compromiso con la selección de Uruguay y debido a la negativa del entrenador Óscar Washington Tabárez, de prestarlo el Monterrey probablemente no perdería esa final ante Pachuca

## Selección nacional

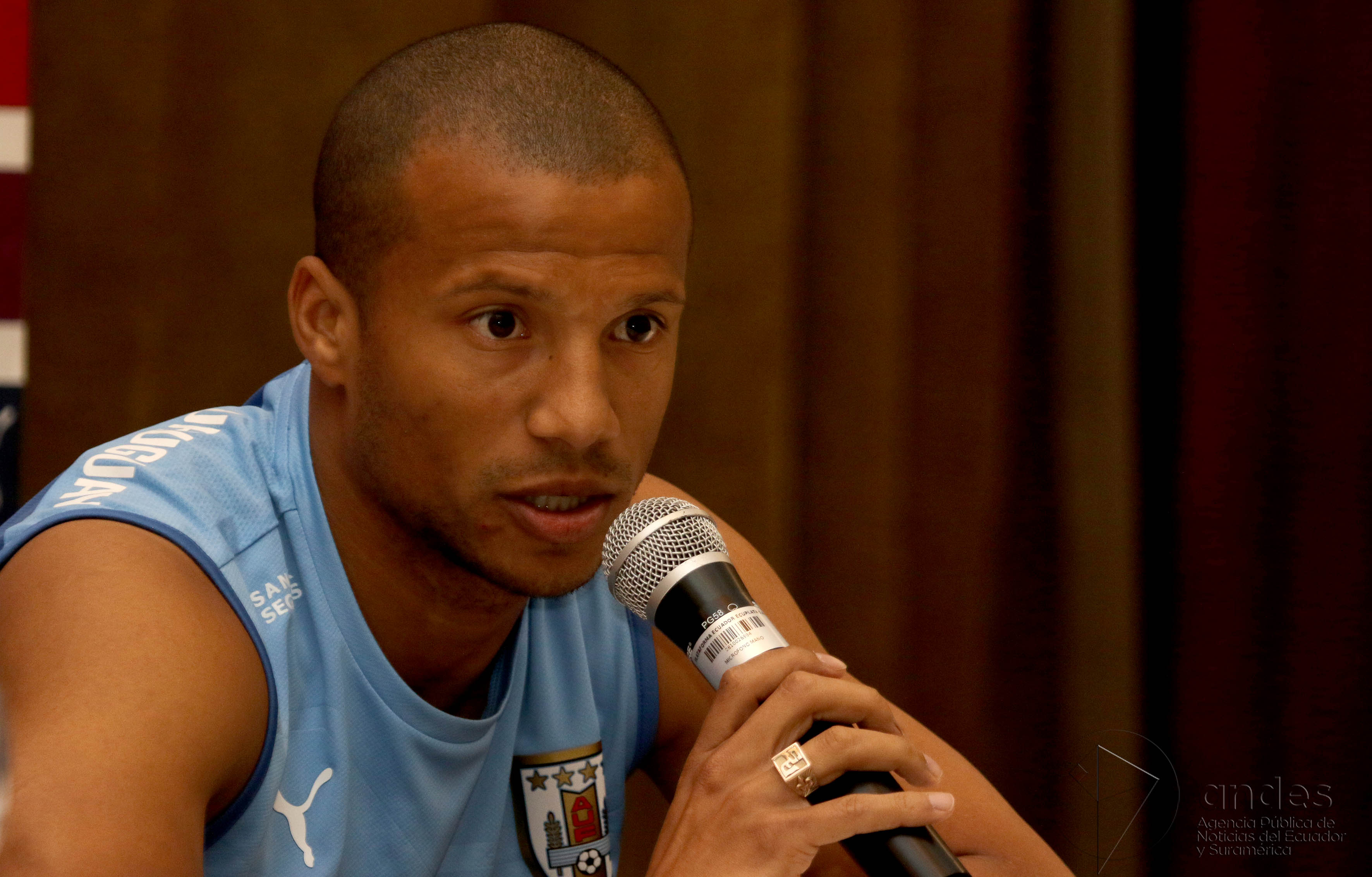
Sánchez en 2015.

Debuta en la selección uruguaya el 13 de noviembre de 2014 en un partido amistoso frente a Costa Rica donde cumple una destacada tarea, siendo la figura de la cancha. El partido finalizó 3 a 3, siendo la victoria finalmente para la visita a través de definición por penales 7 a 6. Disputó 80 minutos hasta que fue sustituido. Le dio una gran asistencia a Edinson Cavani y fue desequilibrante por su banda. Una vez finalizado el partido, declaró "Me voy conforme, estar en este plantel ya me hace un hombre feliz. Tengo tranquilidad de que di lo mejor de mí, no me guardé nada. En el himno se me cayó una lágrima porque se me vinieron muchas cosas a la cabeza de un momento a otro. Estoy cumpliendo un sueño. Soy una persona privilegiada". Sánchez fue incluido en la selección de Uruguay para la Copa América 2015 por el entrenador Óscar Washington Tabárez.

### Participaciones en Copa América
| Copa                    | Sede           | Resultado        | Part. | Goles |
| ----------------------- | -------------- | ---------------- | ----- | ----- |
| Copa América 2015       | Chile          | Cuartos de final | 4     | 0     |
| Copa América Centenario | Estados Unidos | Fase de grupos   | 3     | 0     |

### Participaciones en Copas del Mundo
| Mundial           | Sede  | Resultado        | Part. | Goles |
| ----------------- | ----- | ---------------- | ----- | ----- |
| Copa Mundial 2018 | Rusia | Cuartos de final | 3     | 0     |

### Detalle de partidos
| 13-11-2014 | Montevideo        | Uruguay    | 3-3 | Costa Rica        | Amistoso            | 0 | 1  |
| 18-11-2014 | Santiago de Chile | Chile      | 1-2 | Uruguay           | Amistoso            | 0 | 1  |
| 28-03-2015 | Agadir            | Marruecos  | 0-1 | Uruguay           | Amistoso            | 0 | 0  |
| 06-06-2015 | Montevideo        | Uruguay    | 5-1 | Guatemala         | Amistoso            | 0 | 1  |
| 13-06-2015 | Antofagasta       | Uruguay    | 1-0 | Jamaica           | Copa América 2015   | 0 | 0  |
| 16-06-2015 | La Serena         | Argentina  | 1-0 | Uruguay           | Copa América 2015   | 0 | 0  |
| 20-06-2015 | La Serena         | Paraguay   | 1-1 | Uruguay           | Copa América 2015   | 0 | 1  |
| 24-06-2015 | Santiago de Chile | Chile      | 1-0 | Uruguay           | Copa América 2015   | 0 | 0  |
| 05-09-2015 | Ciudad de Panamá  | Panamá     | 0-1 | Uruguay           | Amistoso            | 0 | 0  |
| 09-09-2015 | San José          | Costa Rica | 1-0 | Uruguay           | Amistoso            | 0 | 0  |
| 08-10-2015 | La Paz            | Bolivia    | 0-2 | Uruguay           | Eliminatorias 2018  | 0 | 1  |
| 13-10-2015 | Montevideo        | Uruguay    | 3-0 | Colombia          | Eliminatorias 2018  | 0 | 1  |
| 12-11-2015 | Quito             | Ecuador    | 2-1 | Uruguay           | Eliminatorias 2018  | 0 | 0  |
| 17-11-2015 | Montevideo        | Uruguay    | 3-0 | Chile             | Eliminatorias 2018  | 0 | 1  |
| 25-03-2016 | Recife            | Brasil     | 2-2 | Uruguay           | Eliminatorias 2018  | 0 | 1  |
| 29-03-2016 | Montevideo        | Uruguay    | 1-0 | Perú              | Eliminatorias 2018  | 0 | 0  |
| 28-05-2016 | Montevideo        | Uruguay    | 3-1 | Trinidad y Tobago | Amistoso            | 0 | 0  |
| 06-06-2016 | Phoenix           | México     | 3-1 | Uruguay           | Copa América 2016   | 0 | 1  |
| 10-06-2016 | Filadelfia        | Uruguay    | 0-1 | Venezuela         | Copa América 2016   | 0 | 0  |
| 14-06-2016 | Santa Clara       | Uruguay    | 3-0 | Jamaica           | Copa América 2016   | 0 | 0  |
| 02-09-2016 | Mendoza           | Argentina  | 1-0 | Uruguay           | Eliminatorias 2018  | 0 | 0  |
| 07-09-2016 | Montevideo        | Uruguay    | 4-0 | Paraguay          | Eliminatorias 2018  | 0 | 0  |
| 07-10-2016 | Montevideo        | Uruguay    | 3-0 | Venezuela         | Eliminatorias 2018  | 0 | 1  |
| 11-10-2016 | Barranquilla      | Colombia   | 2-2 | Uruguay           | Eliminatorias 2018  | 0 | 0  |
| 11-11-2016 | Montevideo        | Uruguay    | 2-1 | Ecuador           | Eliminatorias 2018  | 0 | 2  |
| 16-11-2016 | Santiago de Chile | Chile      | 3-1 | Uruguay           | Eliminatorias 2018  | 0 | 0  |
| 24-03-2017 | Montevideo        | Uruguay    | 1-4 | Brasil            | Eliminatorias 2018  | 0 | 0  |
| 29-03-2017 | Lima              | Perú       | 2-1 | Uruguay           | Eliminatorias 2018  | 1 | 0  |
| 04-06-2017 | Dublín            | Irlanda    | 3-1 | Uruguay           | Amistoso            | 0 | 1  |
| 07-06-2017 | Niza              | Italia     | 3-0 | Uruguay           | Amistoso            | 0 | 0  |
| 06-09-2017 | Asunción          | Paraguay   | 1-2 | Uruguay           | Amistoso            | 0 | 0  |
| 07-06-2017 | Niza              | Italia     | 3-0 | Uruguay           | Amistoso            | 0 | 0  |
| 5-09-2017  | Asunción          | Paraguay   | 1-2 | Uruguay           | Eliminatorias 2018  | 0 | 0  |
| 10-11-2017 | Varsovia          | Polonia    | 0-0 | Uruguay           | Amistoso            | 0 | 0  |
| 14-11-2017 | Viena             | Austria    | 2-1 | Uruguay           | Amistoso            | 0 | 0  |
| 23-03-2018 | Nanning           | Uruguay    | 2-0 | República Checa   | China Cup 2018      | 0 | 0  |
| 07-06-2018 | Montevideo        | Uruguay    | 3-0 | Uzbekistán        | Amistoso            | 0 | 1  |
| 15-06-2018 | Ekaterimburgo     | Egipto     | 0-1 | Uruguay           | Copa del Mundo 2018 | 0 | 1  |
| 20-06-2018 | Rostov del Don    | Uruguay    | 1-0 | Arabia Saudita    | Copa del Mundo 2018 | 0 | 1  |
| 30-06-2018 | Sochi             | Uruguay    | 2-1 | Portugal          | Copa del Mundo 2018 | 0 | 0  |
| Total      |                   | Presencias | 38  |                   | Goles y asistencias | 1 | 16 |

Actualizado al último partido jugado el 30 de junio de 2018.

## Estadísticas

### Clubes
- Actualizado al último partido disputado el 14 de octubre de 2023.

| Club | Div.                | Temporada           | Primera División | Primera División | Primera División | Estatal | Estatal | Estatal | Copas Nacionales(1) | Copas Nacionales(1) | Copas Nacionales(1) | Torneos Internacionales(2) | Torneos Internacionales(2) | Torneos Internacionales(2) | Total | Total | Total  | Prom. G+A |
| Club | Div.                | Temporada           | Part.            | Goles            | Asist.           | Part.   | Goles   | Asist.  | Part.               | Goles               | Asist.              | Part.                      | Goles                      | Asist.                     | Part. | Goles | Asist. | Prom. G+A |
| --- | ------------------- | ------------------- | ---------------- | ---------------- | ---------------- | ------- | ------- | ------- | ------------------- | ------------------- | ------------------- | -------------------------- | -------------------------- | -------------------------- | ----- | ----- | ------ | --------- |
| Liverpool FC · Uruguay |                     |                     |                  |                  |                  |         |         |         |                     |                     |                     |                            |                            |                            |       |       |        |           |
| 1.ª | 2003                | 1                   | 0                | 0                | —                | —       | —       | —       | —                   | —                   | —                   | —                          | —                          | 1                          | 0     | 0     | 0      |           |
| 1.ª | 2004                | 14                  | 0                | 1                | —                | —       | —       | —       | —                   | —                   | —                   | —                          | —                          | 14                         | 0     | 1     | 0.07   |           |
| 1.ª | 2005                | 15                  | 0                | 2                | —                | —       | —       | —       | —                   | —                   | —                   | —                          | —                          | 15                         | 0     | 2     | 0.13   |           |
| 1.ª | 2005-06             | 23                  | 0                | 4                | —                | —       | —       | —       | —                   | —                   | —                   | —                          | —                          | 23                         | 0     | 4     | 0.17   |           |
| 1.ª | 2006-07             | 4                   | 1                | 0                | —                | —       | —       | —       | —                   | —                   | —                   | —                          | —                          | 4                          | 1     | 0     | 0.25   |           |
| 1.ª | 2007-08             | —                   | —                | —                | —                | —       | —       | —       | —                   | —                   | —                   | —                          | —                          | 0                          | 0     | 0     | 0      |           |
| 1.ª | 2008-09             | 13                  | 0                | 2                | —                | —       | —       | 5       | 0                   | 0                   | —                   | —                          | —                          | 18                         | 0     | 2     | 0.11   |           |
| 1.ª | 2009                | 13                  | 1                | 0                | —                | —       | —       | —       | —                   | —                   | 2                   | 0                          | 0                          | 15                         | 1     | 0     | 0.07   |           |
| Total club | Total club          | 83                  | 2                | 9                | 0                | 0       | 0       | 5       | 0                   | 0                   | 2                   | 0                          | 0                          | 90                         | 2     | 9     | 0.12   |           |
| Godoy Cruz Argentina |                     |                     |                  |                  |                  |         |         |         |                     |                     |                     |                            |                            |                            |       |       |        |           |
| 1.ª | 2010                | 16                  | 2                | 4                | —                | —       | —       | —       | —                   | —                   | —                   | —                          | —                          | 16                         | 2     | 4     | 0.38   |           |
| 1.ª | 2010-11             | 32                  | 4                | 6                | —                | —       | —       | —       | —                   | —                   | 6                   | 1                          | 1                          | 38                         | 5     | 7     | 0.32   |           |
| Total club | Total club          | 48                  | 6                | 10               | 0                | 0       | 0       | 0       | 0                   | 0                   | 6                   | 1                          | 1                          | 54                         | 7     | 11    | 0.33   |           |
| River Plate Argentina |                     |                     |                  |                  |                  |         |         |         |                     |                     |                     |                            |                            |                            |       |       |        |           |
| 2.ª | 2011-12             | 34                  | 4                | 2                | —                | —       | —       | —       | —                   | —                   | —                   | —                          | —                          | 34                         | 4     | 2     | 0.18   |           |
| 1.ª | 2012-13             | 34                  | 5                | 3                | —                | —       | —       | —       | —                   | —                   | —                   | —                          | —                          | 34                         | 5     | 3     | 0.26   |           |
| 1.ª | 2013                | 1                   | 0                | 0                | —                | —       | —       | —       | —                   | —                   | —                   | —                          | —                          | 1                          | 0     | 0     | 0.18   |           |
| Club Puebla · México |                     |                     |                  |                  |                  |         |         |         |                     |                     |                     |                            |                            |                            |       |       |        |           |
| 1.ª | 2013-14             | 27                  | 6                | 3                | —                | —       | —       | —       | —                   | —                   | —                   | —                          | —                          | 27                         | 6     | 3     | 0.33   |           |
| River Plate Argentina |                     |                     |                  |                  |                  |         |         |         |                     |                     |                     |                            |                            |                            |       |       |        |           |
| 1.ª | 2014                | 16                  | 5                | 4                | —                | —       | —       | 1       | 0                   | 0                   | 9                   | 1                          | 3                          | 26                         | 6     | 7     | 0.50   |           |
| 1.ª | 2015                | 15                  | 2                | 1                | —                | —       | —       | 2       | 0                   | 0                   | 25                  | 10                         | 1                          | 42                         | 12    | 2     | 0.33   |           |
| Total club | Total club          | 100                 | 17               | 12               | 0                | 0       | 0       | 3       | 0                   | 0                   | 34                  | 11                         | 4                          | 137                        | 28    | 16    | 0.29   |           |
| CF Monterrey · México | 1.ª                 | 2016                | 21               | 8                | 9                | —       | —       | —       | 4                   | 0                   | 1                   | —                          | —                          | —                          | 25    | 8     | 10     | 0.72      |
| CF Monterrey · México | 1.ª                 | 2016-17             | 32               | 4                | 9                | —       | —       | —       | 2                   | 0                   | 0                   | 2                          | 0                          | 0                          | 36    | 4     | 9      | 0.36      |
| CF Monterrey · México | 1.ª                 | 2017-18             | 36               | 4                | 6                | —       | —       | —       | 9                   | 7                   | 0                   | —                          | —                          | —                          | 45    | 11    | 6      | 0.38      |
| CF Monterrey · México | Total club          | Total club          | 89               | 16               | 24               | 0       | 0       | 0       | 15                  | 7                   | 1                   | 2                          | 0                          | 0                          | 106   | 23    | 25     | 0.45      |
| Santos FC · Brasil |                     |                     |                  |                  |                  |         |         |         |                     |                     |                     |                            |                            |                            |       |       |        |           |
| 1.ª | 2018                | 16                  | 4                | 4                | —                | —       | —       | —       | —                   | —                   | 2                   | 0                          | 0                          | 18                         | 4     | 4     | 0.44   |           |
| 1.ª | 2019                | 34                  | 12               | 9                | —                | —       | —       | —       | —                   | —                   | 2                   | 0                          | 0                          | 36                         | 12    | 9     | 0.58   |           |
| 1.ª | 2020                | 12                  | 1                | 1                | 11               | 1       | 0       | —       | —                   | —                   | 5                   | 1                          | 2                          | 28                         | 3     | 3     | 0.21   |           |
| 1.ª | 2021                | 28                  | 5                | 0                | 0                | 0       | 0       | 4       | 2                   | 1                   | 4                   | 1                          | 0                          | 36                         | 8     | 1     | 0.25   |           |
| 1.ª | 2022                | 14                  | 0                | 1                | 4                | 0       | 0       | 1       | 0                   | 0                   | 2                   | 0                          | 2                          | 21                         | 4     | 3     | 0.33   |           |
| Total club: | Total club:         | 104                 | 22               | 15               | 15               | 1       | 0       | 5       | 2                   | 1                   | 15                  | 2                          | 4                          | 139                        | 27    | 20    | 0.34   |           |
| CA Peñarol · Uruguay |                     |                     |                  |                  |                  |         |         |         |                     |                     |                     |                            |                            |                            |       |       |        |           |
| 1.ª | 2023                | 17                  | 3                | 5                | —                | —       | —       | 0       | 0                   | 0                   | 2                   | 0                          | 0                          | 19                         | 3     | 5     | 0.42   |           |
| Total en su carrera | Total en su carrera | Total en su carrera | 468              | 72               | 77               | 15      | 1       | 0       | 28                  | 9                   | 2                   | 61                         | 14                         | 9                          | 572   | 96    | 88     | 0.31      |
| (1) Las copas nacionales se refiere a la Copa Argentina, Supercopa Argentina y Copa México. (2) Las copas internacionales se refiere a la Copa Sudamericana, Copa Libertadores, Recopa Sudamericana y Copa Suruga Bank. (3) No incluye datos de partidos amistosos ni categorías inferiores. |                     |                     |                  |                  |                  |         |         |         |                     |                     |                     |                            |                            |                            |       |       |        |           |

### Selección
| Selección | Año   | Amistosos | Amistosos | Amistosos | Eliminatorias | Eliminatorias | Eliminatorias | Copa América | Copa América | Copa América | Mundial | Mundial | Mundial | Total | Total | Total |
| Selección | Año   | PJ        | G         | A         | PJ            | G             | A             | PJ           | G            | A            | PJ      | G       | A       | PJ    | G     | A     |
| --------- | ----- | --------- | --------- | --------- | ------------- | ------------- | ------------- | ------------ | ------------ | ------------ | ------- | ------- | ------- | ----- | ----- | ----- |
| Uruguay   | Año   |           |           |           |               |               |               |              |              |              |         |         |         |       |       |       |
| 2014      | 2     | 0         | 2         | -         | -             | -             | -             | -            | -            | -            | -       | -       | 2       | 0     | 2     |       |
| 2015      | 4     | 0         | 1         | 4         | 0             | 4             | 4             | 0            | 1            | -            | -       | -       | 12      | 0     | 6     |       |
| 2016      | 1     | 0         | 0         | 8         | 0             | 3             | 3             | 0            | 1            | -            | -       | -       | 12      | 0     | 4     |       |
| 2017      | 4     | 0         | 2         | 2         | 1             | 0             | 0             | 0            | 0            | 0            | 0       | 0       | 6       | 1     | 2     |       |
| 2018      | 2     | 0         | 2         | 1         | 0             | 0             | -             | -            | -            | 3            | 0       | 0       | 6       | 0     | 2     |       |
| Total     | Total | 13        | 0         | 7         | 15            | 1             | 7             | 7            | 0            | 2            | 3       | 0       | 0       | 38    | 1     | 16    |

### Resumen estadístico
| Competición          | Part. | Goles | Asist. | Prom. |
| -------------------- | ----- | ----- | ------ | ----- |
| Liga                 | 484   | 72    | 77     | 0.31  |
| Estatal              | 15    | 1     | 0      | 0.07  |
| Copas nacionales     | 28    | 9     | 2      | 0.39  |
| Copa Internacionales | 61    | 14    | 9      | 0.38  |
| Selección de Uruguay | 38    | 1     | 16     | 0.45  |
| Total                | 626   | 97    | 104    | 0.32  |

## Palmarés

### Campeonatos nacionales
Bicampeones del fútbol Australiano

| Título             | Club        | País      | Año     |
| ------------------ | ----------- | --------- | ------- |
| Primera B Nacional | River Plate | Argentina | 2011/12 |
| Copa MX            | Monterrey   | México    | 2017    |
| Torneo Apertura    | C.A Peñarol | Uruguay   | 2023    |

### Campeonatos internacionales
| Título              | Club        | Sede      | Año  |
| ------------------- | ----------- | --------- | ---- |
| Copa Sudamericana   | River Plate | Argentina | 2014 |
| Recopa Sudamericana | River Plate | Argentina | 2015 |
| Copa Libertadores   | River Plate | Argentina | 2015 |
| Copa Suruga Bank    | River Plate | Japón     | 2015 |

### Distinciones individuales
| Distinción                                        | Año  |
| ------------------------------------------------- | ---- |
| Miembro del Equipo Ideal de América               | 2014 |
| 2.º Mejor Futbolista del año en Sudamérica        | 2014 |
| Goleador de la Recopa Sudamericana                | 2015 |
| Miembro del equipo ideal de la Copa Libertadores  | 2015 |
| Preselección de 59 nominados al FIFA Balón de Oro | 2015 |
| Miembro del Equipo Ideal de América               | 2015 |
| Futbolista del año en Sudamérica                  | 2015 |
| Once Ideal de la Liga MX Clausura 2016            | 2016 |

### Récords
- Máximo goleador en finales de copas internacionales con River Plate (4 goles en 7 partidos).[11]
- Máximo Goleador con River Plate Copa Libertadores 2015 /4 Goles/ (Mejor Jugador de la Final)